# Hôpital européen Georges-Pompidou
El Hôpital européen Georges-Pompidou es un hospital público situado en el XV Distrito de París. Fue construido en el siglo XXI.
Es conocido como uno de los hospitales líderes a nivel europeo y mundial en el ámbito cardíaco. En 2013, el profesor francés Alain Carpentier desarrolló el primer corazón 100 % artificial, utilizando biomateriales y sensores electrónicos. El dispositivo fue implantado con éxito por un equipo en el hospital el 18 de diciembre de 2013.